# John Passmore
John Arthur Passmore (9. září 1914 Sydney – 25. července 2004 Heidelberg) byl australský filozof a historik filosofie, známý především jako autor učebnice Sto let filozofie (anglicky A Hundred Years of Philosophy; 1957, 2. vydání 1968). Navštěvoval školu Sydney Boys High School, pak vystudoval obory Filozofie a Anglická literatura na Sydneyské univerzitě, kde v letech 1934–1949 vyučoval filozofii.

## Dílo
Knihy
- Reading and Remembering (1942, 1943, 1963)
- Talking Things Over (1945)
- Ralph Cudworth (1951)
- Hume's Intentions (1952)
- Philosophical Reasoning (1961)[2]
- Joseph Priestley (1965)
- A Hundred Years of Philosophy (1957, 1968)
- The Perfectibility of Man (1970)
- Man's Responsibility for Nature (1974, 1980)
- Science and Its Critics (1978)
- The Philosophy of Teaching (1980)
- The Limits of Government (1981) (the 1981 Boyer Lectures)
- Recent Philosophers (1985)
- Serious Art: A Study of the Concept in All the Major Arts (1991)
- Memoirs of a Semi-detached Australian (1997)

Časopisecké příspěvky
- "Locke and the Ethics of Belief" (1978)

For a more complete list of publications see PhilPapers

## České a slovenské překlady
- Filozofia prirodzeného jazyka. In: Zostavila, preložila a úvodnú štúdiu napísla Marianna Oravcová. [s.l.]: Archa (SK), 1992. ISBN 80-7115-044-4. (slovensky)